# ハンス・ジマー
ハンス・ジマー（Hans Zimmer、ハンス・ツィマー、1957年9月12日 - ）は、ドイツ出身の作曲家。映画音楽の制作で知られる。
これまでに計12回のアカデミー賞ノミネート（内受賞2回）、計15回のゴールデングローブ賞ノミネート（内受賞3回）、計4回のグラミー賞受賞など、数多くの受賞経験を有する最も著名な映画音楽作曲家の一人である。
10代でイギリスに渡り、その後アメリカに移り住む。現在は妻スザンヌと4人の子供とともにロサンゼルス在住。

## 来歴・人物
西ドイツ（当時）のフランクフルトで生まれ、10代でイギリス・ロンドンに移住し、学費が高いことでも知られる名門ハートウッド・ハウス・スクールに通う。キーボードとシンセサイザーの演奏者として、「ラジオ・スターの悲劇」で有名なバグルスなどのバンドと仕事をしていた（「ラジオ・スターの悲劇」のミュージックビデオで、ジマーの姿を確認できる）。
1980年代にイギリスの映画音楽作曲家スタンリー・マイヤーズに師事した後、渡米。1988年の『レインマン』の音楽がアカデミー賞にノミネートされ、一躍脚光を浴びる。
2000年代以降は、特にクリストファー・ノーラン監督とのタッグで知られ、『バットマン ビギンズ』以降の長編9作品中7作品で作曲を担当しており、内3回でオスカー・ノミネーションを果たしている。
後進の育成に積極的であり、自身が率いる作曲家グループ「リモート・コントロール・プロダクション」（旧名:メディア・ヴェンチャーズ・エンタテインメント・グループ）の門下生には、マーク・マンシーナ、トレヴァー・ラビン、ハリー・グレッグソン＝ウィリアムズ、ルパート・グレッグソン＝ウィリアムズ、クラウス・バデルト、スティーヴ・ジャブロンスキー、ラミン・ジャヴァディ、ローン・バルフ等がいる。
1994年の『ライオン・キング』、2021年の『DUNE/デューン 砂の惑星』でアカデミー作曲賞および、ゴールデングローブ賞を受賞する。

## 作品の特徴

### 特徴
シンセサイザーとオーケストラをミックスさせた、壮大で耳当たりの良いメロディアスな楽曲が特徴的である。低音域の強調やミュート、コーラスなども効果的に用い、映像の展開や演者の動き、また心境の変化などにも合わせた緻密な編曲を組むだけでなく、場面や舞台に応じた幅広いジャンルの曲調を操ることもできる。従来はバックグラウンドで単調に流される傾向が強かった映画音楽の役割を、これまで以上に演出効果の一部として音楽に担わせることを成功させている。
作曲にはWindowsマシン上のCubaseを用いており、彼オリジナルのサンプル音源やVST Expressionを駆使して自分の頭の中で鳴る音楽を表現してきた。

### その他
『ザ・ロック』や『パイレーツ・オブ・カリビアン』のテーマは特に有名。
日本ではフジテレビ系で放送されていた『料理の鉄人』のBGMにも使われた、映画『バックドラフト』のテーマ曲などが有名である。また日米両国で大ヒットを記録した『ラスト サムライ』のサントラ作曲を手掛けたが、これはちょうど彼の100作品目という節目であった。
また、世界的人気ゲームである『Call of Duty』シリーズの1作品である『Call of Duty: Modern Warfare 2』にて初めてゲームに楽曲を提供し話題になった。
2025年5月に、初来日公演が予定されている（5月20日 ぴあアリーナMM、5月24日 IGアリーナ）。

## 類似楽曲による提訴問題
彼の手掛けた『グラディエーター』のスコアはゴールデングローブ賞の音楽賞を受賞したほか、アカデミー作曲賞にノミネートされるなど高い評価を受けたが、ホルストの組曲「惑星」の「火星」やワーグナーの「ニーベルングの指環」と酷似しているという指摘を受け、2006年にホルスト財団から著作権侵害で訴訟を起こされた。ジマー側は盗作ではないと主張し全面的に争っている。

## 主な作曲作品
- ワールド・アパート A World Apart（1988年）
- レインマン Rain Man（1988年） - アカデミー賞ノミネート
- ブラック・レイン Black Rain（1989年）
- ドライビング Miss デイジー Driving Miss Daisy（1989年）
- ダイヤモンド・スカル Diamond Skulls（1989年）
- デイズ・オブ・サンダー Days of Thunder（1990年）
- グリーン・カード Green Card（1990年）
- バックドラフト Backdraft（1991年）
- テルマ&ルイーズ Thelma & Louise（1991年）
- 心の旅 Regarding Henry（1991年）
- ラジオ・フライヤー Radio Flyer（1992年）
- プリティ・リーグ A League of Their Own（1992年）
- トイズ Toys（1992年）
- トゥルー・ロマンス True Romance（1993年）
- クール・ランニング Cool Runnings（1993年）
- 愛と精霊の家 The House of the Spirits（1993年）
- スペース・レンジャーズ Space Rangers（1993年）
- 勇気あるもの Renaissance Man（1994年）
- ライオン・キング The Lion King（1994年） - アカデミー賞、ゴールデングローブ賞、グラミー賞受賞
- ドロップ・ゾーン Drop Zone（1994年）
- クリムゾン・タイド Crimson Tide（1995年） - グラミー賞受賞
- 9か月 Nine Months（1995年）
- 愛に迷った時 Something to Talk About（1995年）
- ブロークン・アロー Broken Arrow（1996年）
- マペットの宝島 Muppet Treasure Island（1996年）
- ザ・ファン The Fan（1996年）
- 天使の贈りもの The Preacher's Wife（1996年） - アカデミー賞ノミネート
- ピースメーカー The Peacemaker（1997年）
- 恋愛小説家 As Good as It Gets（1997年） - アカデミー賞ノミネート
- プリンス・オブ・エジプト The Prince of Egypt（1998年） - アカデミー賞ノミネート
- シン・レッド・ライン The Thin Red Line（1998年） - アカデミー賞ノミネート
- エル・ドラド/黄金の都 The Road to El Dorado（2000年）
- グラディエーター Gladiator（2000年） - ゴールデングローブ賞受賞、アカデミー賞ノミネート
- ミッション:インポッシブル2 Mission: Impossible II（2000年）
- プレッジ The Pledge（2001年）
- ハンニバル Hannibal（2001年）
- パール・ハーバー Pearl Harbor（2001年）
- 神に選ばれし無敵の男 Invincible（2001年）
- サンキュー、ボーイズ Riding in Cars with Boys（2001年）
- ブラックホーク・ダウン Black Hawk Down（2001年）
- ザ・リング The Ring（2002年）
- ティアーズ・オブ・ザ・サン Tears of the Sun（2003年）
- パイレーツ・オブ・カリビアン/呪われた海賊たち Pirates of the Caribbean: The Curse of the Black Pearl（2003年）
- マッチスティック・メン Matchstick Men（2003年）
- ラスト サムライ The Last Samurai（2003年）
- 恋愛適齢期 Something's Gotta Give（2003年）
- キング・アーサー King Arthur（2004年）
- サンダーバード Thunderbirds（2004年）
- シャーク・テイル Shark Tale（2004年）
- マダガスカル Madagascar（2005年）
- バットマン ビギンズ Batman Begins（2005年） - ジェームズ・ニュートン・ハワードとの共同制作
- ニコラス・ケイジのウェザーマン The Weather Man（2005年）
- ダ・ヴィンチ・コード The Da Vinci Code（2006年） - ゴールデングローブ賞ノミネート
- パイレーツ・オブ・カリビアン/デッドマンズ・チェスト Pirates of the Caribbean: Dead Man's Chest（2006年）
- ホリデイ The Holiday（2006年）
- パイレーツ・オブ・カリビアン/ワールド・エンド Pirates of the Caribbean: At World's End（2007年）
- ザ・シンプソンズ MOVIE The Simpsons Movie（2007年）
- カンフー・パンダ Kung Fu Panda（2008年） - ジョン・パウエルとの共同制作
- ダークナイト The Dark Knight（2008年） - ジェームズ・ニュートン・ハワードとの共同制作、グラミー賞受賞
- フロスト×ニクソン Frost/Nixon（2008年） - ゴールデングローブ賞ノミネート
- あの日、欲望の大地で The Burning Plain（2008年）
- マダガスカル2 Madagascar: Escape 2 Africa（2008年）
- コール オブ デューティ モダン・ウォーフェア2 Call of Duty： Modern Warfare 2（2009年） - 初のビデオゲーム作品である。メインテーマなどを担当。
- 天使と悪魔 Angels & Demons（2009年）
- 恋するベーカリー It's Complicated（2009年）
- シャーロック・ホームズ Sherlock Holmes（2009年） - アカデミー賞ノミネート
- インセプション Inception（2010年） - アカデミー賞ノミネート
- 幸せの始まりは How Do You Know （2010年）
- メガマインド Megamind（2010年）
- 僕が結婚を決めたワケ The Dilemma（2010年）
- ランゴ Rango（2011年）
- クライシス2 Crysis 2（2011年） - メインテーマを担当
- パイレーツ・オブ・カリビアン/生命の泉 Pirates of the Caribbean: On Stranger Tides（2011年）
- カンフー・パンダ2 Kung Fu Panda 2（2011年） - ジョン・パウエルとの共同制作
- シャーロック・ホームズ シャドウ ゲーム Sherlock Holmes: A Game of Shadows（2011年）
- マダガスカル3 Madagascar 3: Europe's Most Wanted（2012年）
- ダークナイト ライジング The Dark Knight Rises（2012年）
- マン・オブ・スティール Man of Steel（2013年）
- ローン・レンジャー The Lone Ranger（2013年）
- それでも夜は明ける 12 Years a Slave（2013年）
- ラッシュ/プライドと友情 Rush（2013年）
- ダイバージェント Divergent（2014年）
- アメイジング・スパイダーマン2 The Amazing Spider-Man 2（2014年） - The Magnificent Sixとの共同制作
- ニューヨーク 冬物語 Winter's Tale（2014年） - ルパート・グレッグソン＝ウィリアムズとの共同制作
- インターステラー Interstellar（2014年） - アカデミー賞ノミネート
- チャッピー CHAPPiE（2015年）
- ハンズ・オブ・ラヴ 手のひらの勇気 Freeheld（2015年）- ジョニー・マーと共同制作。
- リトルプリンス 星の王子さまと私 The Little Prince（2015年）- リチャード・ハーヴェイとの共同制作
- バットマン vs スーパーマン ジャスティスの誕生 Batman v Superman: Dawn of Justice（2016年） - ジャンキーXLとの共同制作
- インフェルノ Inferno（2016年）
- ドリーム Hidden Figures（2016年） - ファレル・ウィリアムス・ベンジャミン・ウォルフィッシュと共同制作。
- ボス・ベイビー The Boss Baby（2017年） - スティーヴ・マッツァーロとの共同製作
- ダンケルク Dunkirk（2017年） - アカデミー賞ノミネート
- ブレードランナー 2049 Blade Runner 2049（2017年） - ベンジャミン・ウォルフィッシュとの共同制作
- ロスト・マネー 偽りの報酬 Widows（2018年）
- X-MEN:ダーク・フェニックス X-Men: Dark Phoenix（2019年）
- ライオン・キング The Lion King（2019年）
- ワンダーウーマン 1984 Wonder Woman 1984（2020年）
- ヒルビリー・エレジー 郷愁の哀歌 Hillbilly Elegy（2020年） - デヴィッド・フレミングと共同制作。
- 007/ノー・タイム・トゥ・ダイ No Time to Die（2021年）
- DUNE/デューン 砂の惑星 Dune（2021年） - アカデミー賞、ゴールデングローブ賞受賞
- アーミー・オブ・シーブズ Army of Thieves（2021年）
- 消えない罪 The Unforgivable（2021年）
- アウシュヴィッツの生還者 The Survivor（2021年）
- トップガン マーヴェリック Top Gun: Maverick（2022年）
- The Son/息子 The Son（2022年）
- ザ・クリエイター/創造者 The Creator（2023年）
- デューン 砂の惑星PART2 Dune: Part Two（2024年）
- カンフー・パンダ4（原題） Kung Fu Panda 4（2024年）
- ブリッツ ロンドン大空襲 Blitz（2024年）
- ライオン・キング:ムファサ Mufasa: The Lion King（2024年）
- F1/エフワン F1（2025年）

### 関わったその他の作品
- マイ・ビューティフル・ランドレット My Beautiful Laundrette（1985年） - 音楽プロデューサー
- ラストエンペラー The Last Emperor（1987年） - スコア・プロデューサー
- ザ・ロック The Rock（1996年） - 音楽プロデューサー
- フェイス/オフ Face/Off（1997年） - スコア・プロデューサー
- アンツ Antz（1998年） - 音楽プロデューサー
- アイ・アム・サム I Am Sam（2001年） - 音楽プロデューサー
- BLOOD+ Blood+（2005年） - 音楽プロデューサー。マーク・マンシーナと共同で担当する初の日本アニメ
- ウォレスとグルミット 野菜畑で大ピンチ! Wallace & Gromit in The Curse of the Were-Rabbit（2005年） - 音楽プロデューサー
- おさるのジョージ Curious George（2006年） - 音楽プロデューサー
- プレステージ The Prestige（2006年） - 音楽プロデューサー
- 奇跡のシンフォニー August Rush（2007年） - テーマ曲
- バンテージ・ポイント Vantage Point（2008年） - ミュージック・コンサルタント
- アイアンマン Iron Man（2008年） - 音楽プロデューサー
- 怪盗グルーの月泥棒 3D Despicable Me（2010年） - 音楽プロデューサー
- バレット  Bullet to the Head（2012年） - 音楽プロデューサー
- BEYOND: Two Souls Beyond: Two Souls（2013年、PlayStation 3用アクションアドベンチャーゲーム） - 音楽プロデューサー[8]
- すばらしき映画音楽たち Score: A Film Music Documentary（2017年、ドキュメンタリー映画） - 出演
- リビングフットボール "living football"（2018年） - ローン・バルフと共作。「2018 FIFAワールドカップ」以降、国際サッカー連盟（FIFA）の新しいアンセムとして使用されている[9] 。
- ハンス・ジマー 映画音楽の革命児 Hans Zimmer: Hollywood Rebel （2020年、BBC Studios テレビドキュメンタリー） -  出演
  - 日本ではNHK『BS世界のドキュメンタリー』および『ドキュランドへようこそ』で放送
- 2020年東京オリンピック開会式 「イマジン」（2021年） - ジョン・レノン「イマジン」をアレンジ[10]。

## 関連人物
- リサ・ジェラルド
- ハリー・グレッグソン＝ウィリアムズ
- スティーブ・ジャブロンスキー
- ヘンリー・ジャックマン
- ジャンキーXL
- ジェームズ・ニュートン・ハワード
- マーク・マンシーナ
- トレヴァー・ラビン
- クラウス・バデルト
- ラミン・ジャヴァディ
- ジョン・パウエル (作曲家)
- ニック・グレニー＝スミス
- ローン・バルフ
- リドリー・スコット
- トニー・スコット
- ジェリー・ブラッカイマー